# Галущенко
Галущенко — українське прізвище.

## Походження прізвища
Дослідження історії виникнення прізвища Галущенко відкриває забуті сторінки життя і культури наших предків і може повідати багато цікавого про далеке минуле.
Прізвище Галущенко належить до стародавнього типу слов'янських сімейних іменувань, утворених від особистих прізвиськ.
Традиція давати людині індивідуальне прізвисько на додаток до імені, отриманому при хрещенні, здавна існувала на Русі і зберігалася аж до XVII століття. Це пояснюється тим, що з тисяч хрестильних імен, записаних у святцях і місяцесловах, на практиці використовувалося трохи більше двохсот церковних іменувань . Зате невичерпний був запас прізвиськ, які давали можливість легко виділити людину серед інших носіїв того ж імені. Як джерела могли використовуватися: вказівка на рід занять, на особливості характеру або зовнішності людини, національність або на місцевість, вихідцем з якої він був.
Досліджувана прізвище сходить до особистого іменуванню далекого предка по чоловічій лінії Галушко, освіченій, згідно однієї з версій, від слова «галушка».
Галушкою в Україні називається страва у вигляді шматочків тіста, зварених у супі або молоці. Крім того, в Подільській губернії існувало слово «галуша» у значенні «голубці, зварені до квасу».
Ймовірно, таке прізвисько отримав мисливець до страв з галушками.
Не можна виключити версію про те, що в основі досліджуваної прізвища могло лежати прізвисько Галушко, яке походить від діалектного дієслова «галушіть» у значенні «жартувати, проказить, сміятися».
У часи Київської Русі патронімічного суфікс -енко, у південних слов'ян означав «маленький» або «син такого-то». У XIII—XV століттях чимала частина фамільних прізвиськ, записаних в Україні, в південних землях Білої Русі і на південному заході Московської Русі, була утворена за участі цього суфікса. Лише пізніше, в XVI—XVIII століттях, в цих землях взяла гору стала офіційною пізня великоруська форма фамільних прізвиськ на -ов/ев і -ін. З цим і пов'язана поширеність прізвищ з суфіксом -енко в Україні, а також півдні Білорусі та Росії. Пізніше древній суфікс -енко перестав розумітися буквально і зберігся лише як фамільний.
Перетворення імені Галушко в прізвище Галущенко обумовлено типовими фонетичними процесами: перед фамільним суфіксом -енко звук «к» переходив в «ч» (к / ч), потім поєднання «шч» ставало звуком «щ» (Галушко — Галушченко — Галущенко).
Прийняття сім'єю особистого прізвиська предка як свого родового імені означає, що родоначальник прізвища Галущенко був великим авторитетом для домочадців, а також відомим і шанованим чоловіком у рідному поселенні.
Оскільки процес формування прізвищ був досить тривалим, зараз про точне місце і час виникнення родового імені Галущенко говорити складно. Проте з упевненістю можна стверджувати, що воно належить до числа найстаріших прозваний і відображає в собі стародавні вірування і традиції іменування людей.

## Відомі носії
- Галущенко Андрій Вікторович (1975—2015) — головний позаштатний працівник, оперативний підрозділ Служби безпеки України, учасник російсько-української війни.
- Галущенко Герман Валерійович (нар. 1973) — український юрист, міністр енергетики України з 29 квітня 2021.
- Галущенко Микола Григорович (1936) — український гідролог, кандидат географічних наук.